# Формула-1 — Гран-прі Канади 2022
Гран-прі Канади 2022 (офіційно — Formula 1 AWS Grand Prix du Canada 2022) — автоперегони чемпіонату світу з Формули-1, які відбулися 19 червня 2022 року. Гонка була проведена на автодромі імені Жиля Вільнева в Монреалі у Канаді. Це дев'ятий етап чемпіонату світу і п'ятдесят сьоме Гран-прі Канади в історії.
Переможцем гонки став нідерландець Макс Ферстаппен (Ред Булл — RBPT). Друге місце посів Карлос Сайнс мол. (Феррарі), а третє — Льюїс Гамільтон (Мерседес).
Чинним переможцем гонки був Льюїс Гамільтон, який у 2021 році виступав за команду Мерседес.

## Положення у чемпіонаті перед гонкою
| Місце   | Пілот               | Очки |
| ------- | ------------------- | ---- |
| 1       | Макс Ферстаппен     | 150  |
| 2       | Серхіо Перес        | 129  |
| 3       | Шарль Леклер        | 116  |
| 4       | Джордж Расселл      | 99   |
| 5       | Карлос Сайнс (мол.) | 83   |
| Джерело |                     |      |

| Місце   | Конструктор         | Очки |
| ------- | ------------------- | ---- |
| 1       | Ред Булл — RBPT     | 279  |
| 2       | Феррарі             | 199  |
| 3       | Мерседес            | 161  |
| 4       | Макларен — Мерседес | 65   |
| 5       | Альпін — Рено       | 47   |
| Джерело |                     |      |

## Шини
Під час гран-прі було дозволено використовувати шини Pirelli C2, C3 і C4 (hard, medium і soft).
| Hard | Medium | Soft |
| ---- | ------ | ---- |

## Вільні заїзди
| Сесія | Лідер           | Конструктор     | Ш | Час      | Джерело |
| ----- | --------------- | --------------- | - | -------- | ------- |
| 1     | Макс Ферстаппен | Ред Булл — RBPT | P | 1:15.158 | [ 4 ]   |
| 2     | Макс Ферстаппен | Ред Булл — RBPT | P | 1:14.127 | [ 4 ]   |
| 3     | Фернандо Алонсо | Альпін — Рено   | P | 1:33.836 | [ 4 ]   |

## Кваліфікація
| Місце                                   | №  | Пілот               | Конструктор             | Частина 1 | Частина 2 | Частина 3 | Старт |
| --------------------------------------- | -- | ------------------- | ----------------------- | --------- | --------- | --------- | ----- |
| 1                                       | 1  | Макс Ферстаппен     | Ред Булл — RBPT         | 1:32.219  | 1:23.746  | 1:21.299  | 1     |
| 2                                       | 14 | Фернандо Алонсо     | Альпін — Рено           | 1:32.277  | 1:24.848  | 1:21.944  | 2     |
| 3                                       | 55 | Карлос Сайнс (мол.) | Феррарі                 | 1:32.781  | 1:25.197  | 1:22.096  | 3     |
| 4                                       | 44 | Льюїс Гамільтон     | Мерседес                | 1:33.841  | 1:25.543  | 1:22.891  | 4     |
| 5                                       | 20 | Кевін Магнуссен     | Хаас — Феррарі          | 1:32.957  | 1:26.254  | 1:22.960  | 5     |
| 6                                       | 47 | Мік Шумахер         | Хаас — Феррарі          | 1:33.707  | 1:25.684  | 1:23.356  | 6     |
| 7                                       | 31 | Естебан Окон        | Альпін — Рено           | 1:33.012  | 1:26.135  | 1:23.529  | 7     |
| 8                                       | 63 | Джордж Расселл      | Мерседес                | 1:33.160  | 1:24.950  | 1:23.557  | 8     |
| 9                                       | 3  | Данієль Ріккардо    | Макларен — Мерседес     | 1:33.636  | 1:26.375  | 1:23.749  | 9     |
| 10                                      | 24 | Чжоу Гуаньюй        | Альфа Ромео — Феррарі   | 1:33.692  | 1:26.116  | 1:24.030  | 10    |
|                                         |    |                     |                         |           |           |           |       |
| 11                                      | 77 | Вальттері Боттас    | Альфа Ромео — Феррарі   | 1:33.689  | 1:26.788  |           | 11    |
| 12                                      | 23 | Александр Албон     | Вільямс — Мерседес      | 1:34.047  | 1:26.858  |           | 12    |
| 13                                      | 11 | Серхіо Перес        | Ред Булл — RBPT         | 1:33.929  | 1:33.127  |           | 13    |
| 14                                      | 4  | Ландо Норріс        | Макларен — Мерседес     | 1:34.066  | -         |           | 14    |
| 15                                      | 16 | Шарль Леклер        | Феррарі                 | 1:33.008  | -         |           | 19    |
|                                         |    |                     |                         |           |           |           |       |
| 16                                      | 10 | П'єр Гаслі          | Альфа Таурі — RBPT      | 1:34.492  |           |           | 15    |
| 17                                      | 5  | Себастьян Феттель   | Астон Мартін — Мерседес | 1:34.512  |           |           | 16    |
| 18                                      | 18 | Ленс Стролл         | Астон Мартін — Мерседес | 1:35.352  |           |           | 17    |
| 19                                      | 6  | Ніколас Латіфі      | Вільямс — Мерседес      | 1:35.660  |           |           | 18    |
| 20                                      | 22 | Юкі Цунода          | Альфа Таурі — RBPT      | 1:36.575  |           |           | 20    |
| 107 % від лідера першої сесії: 1:38.674 |    |                     |                         |           |           |           |       |
| Джерело:                                |    |                     |                         |           |           |           |       |

## Гонка

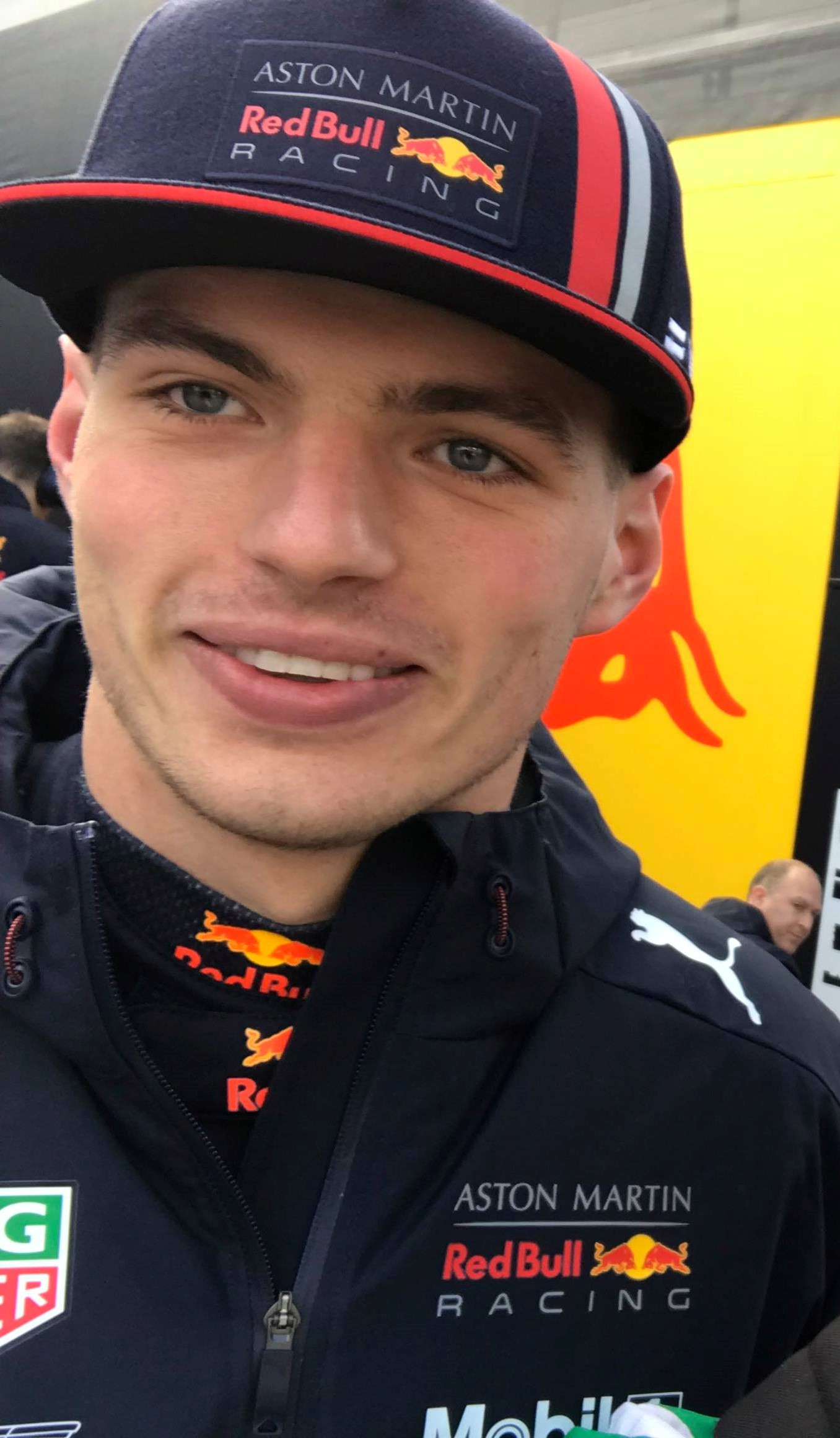
Макс Ферстаппен посів перше місце

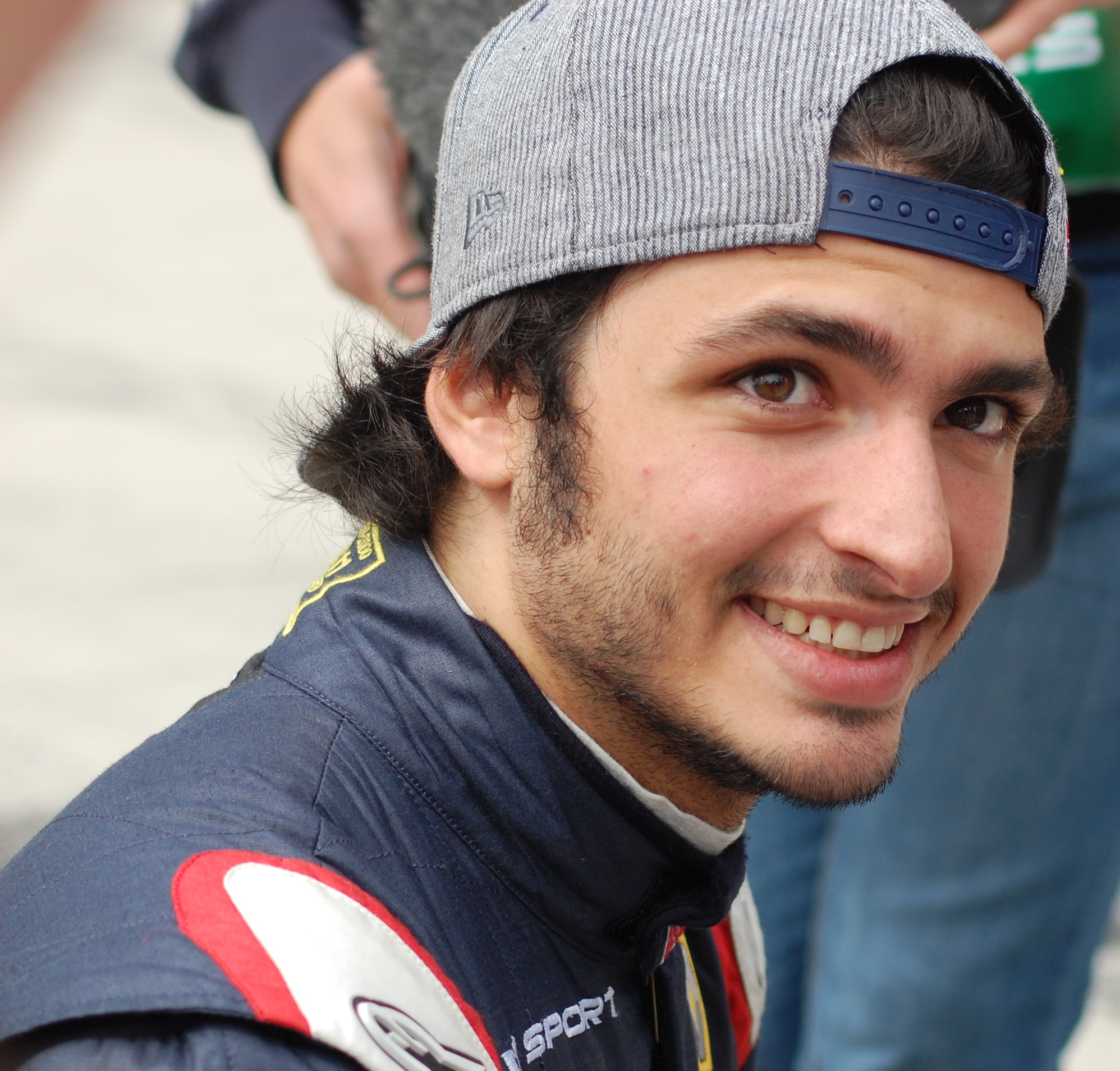
Карлос Сайнс (молодший) посів друге місце

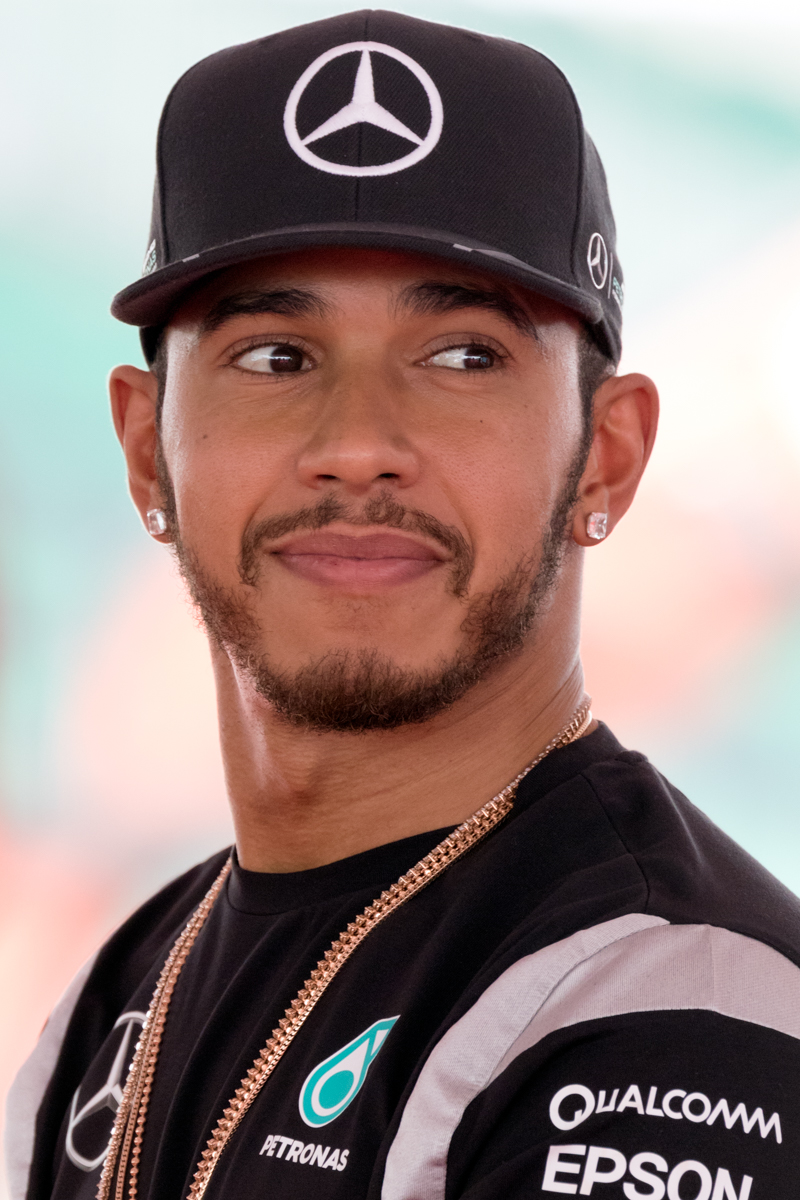
Льюїс Гамільтон посів третє місце

| Місце                                                                            | №  | Пілот               | Конструктор             | Кола | Час/причина сходу           | Старт | Про |
| -------------------------------------------------------------------------------- | -- | ------------------- | ----------------------- | ---- | --------------------------- | ----- | --- |
| 1                                                                                | 1  | Макс Ферстаппен     | Ред Булл — RBPT         | 70   | 1:36:21.757                 | 1     | 25  |
| 2                                                                                | 55 | Карлос Сайнс (мол.) | Феррарі                 | 70   | +0.993                      | 3     | 19  |
| 3                                                                                | 44 | Льюїс Гамільтон     | Мерседес                | 70   | +7.006                      | 4     | 15  |
| 4                                                                                | 63 | Джордж Расселл      | Мерседес                | 70   | +12.313                     | 8     | 12  |
| 5                                                                                | 16 | Шарль Леклер        | Феррарі                 | 70   | +15.168                     | 19    | 10  |
| 6                                                                                | 31 | Естебан Окон        | Альпін — Рено           | 70   | +23.890                     | 7     | 8   |
| 7                                                                                | 77 | Вальттері Боттас    | Альфа Ромео — Феррарі   | 70   | +25.247                     | 11    | 6   |
| 8                                                                                | 24 | Чжоу Гуаньюй        | Альфа Ромео — Феррарі   | 70   | +26.952                     | 10    | 4   |
| 9                                                                                | 14 | Фернандо Алонсо     | Альпін — Рено           | 70   | +29.945                     | 2     | 2   |
| 10                                                                               | 18 | Ленс Стролл         | Астон Мартін — Мерседес | 70   | +38.222                     | 17    | 1   |
| 11                                                                               | 3  | Данієль Ріккардо    | Макларен — Мерседес     | 70   | +43.047                     | 9     |     |
| 12                                                                               | 5  | Себастьян Феттель   | Астон Мартін — Мерседес | 70   | +44.245                     | 16    |     |
| 13                                                                               | 23 | Александр Албон     | Вільямс — Мерседес      | 70   | +44.893                     | 12    |     |
| 14                                                                               | 10 | П'єр Гаслі          | Альфа Таурі — RBPT      | 70   | +45.183                     | 15    |     |
| 15                                                                               | 4  | Ландо Норріс        | Макларен — Мерседес     | 70   | +52.145                     | 14    |     |
| 16                                                                               | 6  | Ніколас Латіфі      | Вільямс — Мерседес      | 70   | +59.978                     | 18    |     |
| 17                                                                               | 20 | Кевін Магнуссен     | Хаас — Феррарі          | 70   | +1:08.180                   | 5     |     |
| Схід                                                                             | 22 | Юкі Цунода          | Альфа Таурі — RBPT      | 47   | Аварія                      | 20    |     |
| Схід                                                                             | 47 | Мік Шумахер         | Хаас — Феррарі          | 18   | Двигун                      | 6     |     |
| Схід                                                                             | 11 | Серхіо Перес        | Ред Булл — RBPT         | 7    | Коробка перемикання передач | 13    |     |
| Найшвидше коло: Карлос Сайнс (мол.) (Феррарі) — 1:15.749, поставлений на 63 колі |    |                     |                         |      |                             |       |     |
| Джерело:                                                                         |    |                     |                         |      |                             |       |     |

## Положення у чемпіонаті після гонки
| Місце   | Пілот               | Очки |
| ------- | ------------------- | ---- |
| 1       | Макс Ферстаппен     | 175  |
| 2       | Серхіо Перес        | 129  |
| 3       | Шарль Леклер        | 126  |
| 4       | Джордж Расселл      | 111  |
| 5       | Карлос Сайнс (мол.) | 102  |
| Джерело |                     |      |

| Місце   | Конструктор         | Очки |
| ------- | ------------------- | ---- |
| 1       | Ред Булл — RBPT     | 304  |
| 2       | Феррарі             | 228  |
| 3       | Мерседес            | 188  |
| 4       | Макларен — Мерседес | 65   |
| 5       | Альпін — Рено       | 57   |
| Джерело |                     |      |